# Mademoiselle Lange kot Venera
Mademoiselle Lange kot Venera je portretna slika iz leta 1798 francoskega slikarja Anne-Louis Girodet de Roussy-Triosona. Upodablja gledališko igralko Anne Françoise Elisabeth Lange v vlogi Venere.
Prikazana je, kako se gleda v ogledalo, ki ga drži Kupid. Delo je bilo naročeno kot darilo za Langejinega moža Michel-Jeana Simonsa. Ko pa je bila slika razstavljen na Salonu leta 1799 v pariškem Louvru, je protestirala, da ni laskavo, saj je menila, da ne odraža njene lepote, zahtevala, da jo odstrani z razstave in ni hotela plačati dogovorjene cene. Umetnik je bil besen in je iz maščevanja vzel sliko z razstave, jo odstranil iz okvirja in raztrgal. Nato je kose poslal Mademoiselle Lange. Vendar njegovo maščevanje ni bilo popolno, saj se je odločil naslikati še en portret Elisabeth Lange, vendar jo je tokrat prikazal v zelo neugodni luči. Samo v nekaj dneh je pohitel s satirično sliko Mademoiselle Lange kot Danaa, posmehljivo alegorično sliko, na kateri je prikazana kot Danaa. Umetniki iz 18. stoletja so včasih upodabljali ljudi kot mitološke like, da bi poudarili njihove vrline, tokrat pa je Girodet želel poudariti slabosti Mademoiselle Lange. Danaë je bila ena izmed smrtnikov, ki jih je ljubil grški bog Zevs, ki se je spremenil v zlato prho in padel nanjo. Girodet prikazuje gospodično Lange kot prostitutko, ki pohlepno lovi in zbira zlatnike v rjuho.
Danes je slika v zbirki Muzeju lepih umetnosti (Museum der bildenden Künste) v Leipzigu.

## Anne Françoise Elisabeth Lange
Rodila se je v Genovi leta 1772. Njena mati in oče sta bila glasbenika, ki sta s svojo družbo igralcev potovala po Evropi in nastopala v glasbenih predstavah. Mlada Anne Françoise je kmalu postala mlada otroška igralka. Pri šestnajstih je prvič nastopila v sloviti Comédie-Francais kot pensionnaire, pet let pozneje pa je napredovala v sociétaire. Gre za zanimivo gledališko hierarhijo. Napreduje se z odlokom Ministrstva za kulturo, in sicer iz imen, ki jih predlaga generalni direktor Comédie-Française. Ko igralec doseže status sociétaire, samodejno postane član Société des Comédiens-Français in prejme delež dobička ter prejme tudi določeno število delnic Société, s katerim je pogodbeno povezan.
Triumf je sledil zmagoslavju v njenih zvitkih in kmalu je postala opazna izvajalka v Parizu. Prelomnica se je zgodila leta 1793, ko je nastopila v predstavi, ki je imela rojalistične konotacije in ker je bil Pariz v primežu revolucije, je bilo vse, kar je namigovalo na licenčnine ali monarhijo, tabu in gledališče so zaprli, avtorja predstave in igralce pa aretirali. Dve obdobji je preživela v zaporu in komaj ušla giljotini, zahvaljujoč prijateljem na "visokih položajih".
Elisabeth Lange je svojemu premožnemu ljubimcu Hoppéju, premožnemu bankirju iz Hamburga, rodila hčerko Anne-Elisabeth Palmayre, dve leti kasneje pa še enemu ljubimcu, Michelu Jeanu Simonsu, belgijskemu dobavitelju francoske vojske, rodila sina, s katerim se je pozneje poročila, nakar se je njena igralska kariera tako rekoč končala. Nesreča je prizadela Simmsovo podjetje in bil je skoraj uničen, tako da je družina ostala brez vsega. Michel-Jean Simons je umrl na družinskem švicarskem domu leta 1810, njegova žena Elisabeth Lange pa je umrla šest let pozneje v Firencah.